# 内森尼尔·查尔斯·罗斯柴尔德
内森尼尔·查尔斯·罗斯柴尔德（英語：Nathaniel Charles Rothschild，1877年5月9日—1923年10月12日）经常被简称为查尔斯·罗斯柴尔德，是一名英国银行家、昆虫学家，他是罗斯柴尔德家族创始人迈耶·阿姆谢尔·罗斯柴尔德的玄孙。

## 生平
内森尼尔·查尔斯·罗斯柴尔德于1877年5月9日出生于英国，他是内森·迈耶·罗斯柴尔德和艾玛·路易丝·冯·罗斯柴尔德的第三个孩子，内森尼尔·查尔斯·罗斯柴尔德的中学就读于哈罗公学，在这里他发现他因为他的宗教信仰受到欺负。后来他进入了罗斯柴尔德家族的家族企业N M 罗斯柴尔德与儿子们银行（英語：N M Rothschild & Sons）工作，虽然他真正的兴趣爱好是生物学和其它自然科学，他每天早上都去N M 罗斯柴尔德与儿子们银行上班，从来没有一天没去过。
他对罗斯柴尔德家族经营的黄金精炼厂很感兴趣，他还自己发明了一些黄金冶炼设备，他一直都是从科学的角度去研究黄金，他还担任过联盟保险公司的董事长。
内森尼尔·查尔斯·罗斯柴尔德与他那个喜欢研究动物学的哥哥莱昂内尔·沃尔特·罗斯柴尔德相似，他把很多精力放在了昆虫学上，他对跳蚤的收藏目前被存放在大英博物馆中。1901年他在非洲的苏丹进行科学考察的时候发现了东方肥跳蚤（ Xenopsylla cheopis）并在1903年将自己对其的研究成果发表出来。
内森尼尔·查尔斯·罗斯柴尔德被看成是英国的自然保护区的先锋，1899年他建立了位于剑桥郡威肯村的威肯芬自然保护区，1910年他建立了位于剑桥郡伍德沃尔登村的伍德沃尔登自然保护区。
1907年2月6日，内森尼尔·查尔斯·罗斯柴尔德和罗兹卡·厄斗·冯·魏泽姆斯特恩结婚。
由于长期遭受脑炎的痛苦，1923年10月12日，内森尼尔·查尔斯·罗斯柴尔德用自杀结束了自己的生命。

## 家庭与世系表

### 家庭
内森尼尔·查尔斯·罗斯柴尔德和罗兹卡·厄斗·冯·魏泽姆斯特恩有4个孩子，3个女儿，1个儿子。
- 米里亚姆·路易莎·罗斯柴尔德（女儿，1908年-2005年）
- 伊丽莎白·夏洛特·罗斯柴尔德（女儿，1909年-1988年）
- 内森尼尔·迈耶·维克多·罗斯柴尔德（儿子，1910年-1990年）
- 凯瑟琳·安妮·潘诺尼卡·德·科尼斯瓦特（女儿，1913年-1988年）

### 世系表
|  | 迈耶·阿姆谢尔·罗斯柴尔德    | 迈耶·阿姆谢尔·罗斯柴尔德    |  | 古特·斯纳帕                 | 古特·斯纳帕                 |  |                                 |                                 |  |                                    |                                    |
|  |                             |                             |  |                             |                             |  |                                 |                                 |  |                                    |                                    |
|  |                             |                             |  |                             |                             |  |                                 |                                 |  |                                    |                                    |
|  |                             |                             |  |                             |                             |  |                                 |                                 |  |                                    |                                    |
|  | 内森·迈耶·罗斯柴尔德        | 内森·迈耶·罗斯柴尔德        |  | 卡尔·迈耶·冯·罗斯柴尔德     | 卡尔·迈耶·冯·罗斯柴尔德     |  |                                 |                                 |  |                                    |                                    |
|  |                             |                             |  |                             |                             |  |                                 |                                 |  |                                    |                                    |
|  |                             |                             |  |                             |                             |  |                                 |                                 |  |                                    |                                    |
|  | 莱昂内尔·内森·德·罗斯柴尔德 | 莱昂内尔·内森·德·罗斯柴尔德 |  | 夏洛特·冯·罗斯柴尔德        | 夏洛特·冯·罗斯柴尔德        |  | 迈耶·卡尔·冯·罗斯柴尔德         | 迈耶·卡尔·冯·罗斯柴尔德         |  |                                    |                                    |
|  |                             |                             |  |                             |                             |  |                                 |                                 |  |                                    |                                    |
|  |                             |                             |  |                             |                             |  |                                 |                                 |  |                                    |                                    |
|  | 内森·迈耶·罗斯柴尔德        | 内森·迈耶·罗斯柴尔德        |  |                             |                             |  | 艾玛·路易丝·冯·罗斯柴尔德       | 艾玛·路易丝·冯·罗斯柴尔德       |  |                                    |                                    |
|  |                             |                             |  |                             |                             |  |                                 |                                 |  |                                    |                                    |
|  |                             |                             |  |                             |                             |  |                                 |                                 |  |                                    |                                    |
|  | 内森尼尔·查尔斯·罗斯柴尔德  | 内森尼尔·查尔斯·罗斯柴尔德  |  | 罗兹卡·厄斗·冯·魏泽姆斯特恩 | 罗兹卡·厄斗·冯·魏泽姆斯特恩 |  |                                 |                                 |  |                                    |                                    |
|  |                             |                             |  |                             |                             |  |                                 |                                 |  |                                    |                                    |
|  |                             |                             |  |                             |                             |  |                                 |                                 |  |                                    |                                    |
|  |                             |                             |  |                             |                             |  |                                 |                                 |  |                                    |                                    |
|  | 米里亚姆·路易莎·罗斯柴尔德  | 米里亚姆·路易莎·罗斯柴尔德  |  | 伊丽莎白·夏洛特·罗斯柴尔德  | 伊丽莎白·夏洛特·罗斯柴尔德  |  | 内森尼尔·迈耶·维克多·罗斯柴尔德 | 内森尼尔·迈耶·维克多·罗斯柴尔德 |  | 凯瑟琳·安妮·潘诺尼卡·德·科尼斯瓦特 | 凯瑟琳·安妮·潘诺尼卡·德·科尼斯瓦特 |